# トロント映画批評家協会賞 国際映画賞
トロント映画批評家協会賞 国際映画賞（Toronto Film Critics Association Award for Best International Feature）は、トロント映画批評家協会賞の賞の一つである。2020年までの名称は「外国語映画賞（Best Foreign Language Film）」。

## 受賞作品
| 開催年 | 題名 原題                                       | 監督                                 | 製作国              |
| ------ | ----------------------------------------------- | ------------------------------------ | ------------------- |
| 2003年 | シティ・オブ・ゴッド Cidade de Deus             | フェルナンド・メイレレス             | ブラジル            |
| 2004年 | HERO 英雄                                       | チャン・イーモウ                     | 中国 香港           |
| 2005年 | 世界                                            | ジャ・ジャンクー                     | 中国                |
| 2006年 | ある子供 L'Enfant                               | ダルデンヌ兄弟                       | ベルギー フランス   |
| 2007年 | 4ヶ月、3週と2日 4 luni, 3 săptămâni și 2 zile   | クリスティアン・ムンジウ             | ルーマニア          |
| 2008年 | ぼくのエリ 200歳の少女 Låt den rätte komma in   | トーマス・アルフレッドソン           | スウェーデン        |
| 2009年 | 白いリボン Das weiße Band                       | ミヒャエル・ハネケ                   | オーストリア        |
| 2010年 | ブンミおじさんの森 ลุงบุญมีระลึกชาติ                 | アピチャートポン・ウィーラセータクン | タイ                |
| 2011年 | ミステリーズ 運命のリスボン Mistérios de Lisboa | ラウル・ルイス                       | ポルトガル フランス |
| 2012年 | 愛、アムール Amour                              | ミヒャエル・ハネケ                   | フランス            |
| 2013年 | 罪の手ざわり 天注定                             | ジャ・ジャンクー                     | 中国                |
| 2014年 | フレンチアルプスで起きたこと Turist             | リューベン・オストルンド             | スウェーデン        |
| 2015年 | あの日のように抱きしめて Phoenix                | クリスティアン・ペツォールト         | ドイツ              |
| 2016年 | ありがとう、トニ・エルドマン Toni Erdmann       | マーレン・アデ                       | ドイツ              |
| 2017年 | ザ・スクエア 思いやりの聖域 The Square          | リューベン・オストルンド             | スウェーデン        |
| 2018年 | バーニング 劇場版 버닝                          | イ・チャンドン                       | 韓国                |
| 2019年 | パラサイト 半地下の家族 기생충                  | ポン・ジュノ                         | 韓国                |

Template:トロント映画批評家協会賞 国際映画賞